# Kohlensyndikat
Le Kohlensyndikat, ou Kohlen-Syndikat, est une méthode de cartellisation allemande intensive dans le secteur du charbon à la fin du XIXe siècle.

## Histoire
Le Kohlensyndikat a été fondé en 1893 par le cartel Kirdorf, sous la forme d'une société par actions, dont les propriétaires sont les mines, avec chacune sa part du capital, proportionnelle à leur production. Deux ans auparavant, August Thyssen et son frère, Joseph Thyssen sont devenus propriétaires de la Gewerkschaft Deutscher Kaiser, donnant naissance au groupe Thyssen. Après la création du Kohlensyndikat, Hugo Stinnes prend conscience de la chance inouïe qui s'offre à lui de développer par intégration verticale la production avec son propre canal, puisque le cartel peut désormais maintenir prix et quotas de production artificiellement hauts : non seulement il va pouvoir procéder au regroupement d’usines, à la modernisation et au développement du marché des produits dérivés, mais aussi profiter de la synergie de tous ses actifs. C'est ainsi qu'il se met, pour la première fois, à recourir systématiquement à l'emprunt pour acheter de nouvelles concessions minières et les moderniser. En 1895, avec un emprunt auprès du Crédit d'Essen (Essener Credit-Anstalt), il rachète les mines Graf Beust et Carolus Magnus. Après s'être associé avec August Thyssen et le banquier Leo Hanau de la Rheinische Bank, il rachète en 1897 la mine Wiesche. À la fin de l'année 1898, les trois associés ont racheté toutes les petites exploitations de houille, vieillottes et peu rentables, autour de Mülheim-an-der-Ruhr, dont la Wiesche, pour en faire le groupe minier MBV (Mülheimer Bergwerk Verein), l'un des plus importants du pays. Stinnes en sera le président à vie.
Le cartel est doté d'un pouvoir d'amende en cas de dépassement du quota. Il achète toute la production, fixe les prix et répartit les bénéfices. Tous les cinq ans, ses membres procédaient à une répartition nouvelle du nombre d'actions entre eux.
En 1913, le Kohlensyndikat fournissait 53 % du charbon allemand, avec 64 adhérents. Il a très vite disposé d'une filiale de vente et de transport vers le Rhin et les autres pays, le Kohlen- Kontor.
Le Kohlensyndikat accompagne la croissance des besoins en charbon amenée par les nouveaux procédés sidérurgiques, comme le procédé Bessemer avec lequel la durée de vie d'un rail en acier atteint 20 fois celle d'un rail en fer, grâce aux traitements thermiques de l'acier, puis au procédé Thomas mis au point par Sidney Gilchrist Thomas et son cousin Percy Carlyle Gilchrist. 
Ce procédé, en permettant l'exploitation du minerai de fer phosphoreux, comme la minette lorraine, riche en phosphore (d'environ 0,5 à 1 % du minerai), plus abondante, ce qui permet l'expansion rapide de la production allemande d'acier, qui profite des gisements de la Lorraine annexée, après l'annexion du bassin ferrifère. La minette française est alors massivement exportée en Allemagne. Ce pays produit en 1908 11,2 Mt d'acier, contre 5,3 Mt pour le Royaume-Uni, la production au four Martin atteignant alors dans chacun des deux pays environ 4 Mt.

Répartition entre les procédés Bessemer et Thomas pour les principaux pays producteurs d'acier.

Après la Première Guerre mondiale, l’Allemagne vote la loi de mars 1919, Reichskohlenwirtschaftsgesetz, obligeant les exploitants à se regrouper sur la façon du Kohlensyndikat de 1893, chargé de fixer les prix de vente et les quotas de production. 
Lors l'entrée des troupes françaises à Essen en vue de l'occupation de la Ruhr, le Kohlen-Syndikat s'enfuit pour la ville de Hambourg, où il a embarqué la veille son personnel et ses archives. Les Français réunissent les principaux directeurs de mines allemands, dont le porte-parole est Fritz Thyssen, et leur annoncent que des dispositions seront prises pour leur payer leurs livraisons comme le gouvernement allemand les avait réglées jusque-là, mais sous la forme d'une régie. Le 23 novembre 1923 marque la capitulation du Kohlen-Syndikat qui s'engage à reprendre l'exécution des programmes des réparations.